# 单独关税区
獨立關稅區（separate customs territory）为关税暨贸易总协定（GATT）及其继承者世界贸易组织（WTO）相关术语，为对其缔约方（即成员）的总称，因缔约方属政府组织，以主权国家政府为主，包括非主权的政治实体政府或屬地。
“獨立關稅區”原为GATT诞生之初，为尚未获得完全独立的殖民地政府当局而设置。GATT成立之初以“獨立關稅區”的非主权政治实体达30余个。1960年代后，随着殖民地独立，作为“獨立關稅區”的非主权政治实体渐渐减少。目前在WTO存在四個獨立關稅區，即歐盟、臺澎金馬、香港及澳門。

## 定義

### GATT時期
WTO體系下，為了便利在經濟與貿易實體之間達成互惠互利協議，以實現自由貿易之宗旨，GATT承認國家和個別關稅領域都可成為GATT的締約者。規定四種成為會員的方式，其中前三種與主權國有關：
1.透過適用臨時協定（Protocol of Provisional Application）的方式接受GATT。
2.依據GATT 1947第33條加入。
3.依據第26(2)條規定直接接受GATT。（只有海地透過此種方式加入）
4.依據第26(5)(c)條規定：“原由某缔约国代表接受本协定的任何关税领土，如现在在处理对外贸易关系和本协定规定的其他事务方面享有或取得完全自主权，这一领土经负责的缔约国发表声明证实上述事实后，应视为本协定的一个缔约国。”
獨立關稅區的規定原為GATT為當時尚未完全獨立的殖民地政府當局創設的，GATT締結時正值殖民體系瓦解的時期，有些殖民地尚未完全獨立成為主權國家，但已享有「事實上的主權」。若這些殖民地政府要求締結GATT，在程序上勢必得透過其宗主國，但若不接納其加入，GATT適用的範圍將受限，不利於自由貿易。因此只要有關關稅領土其宗主國代其接受GATT，並在對外貿易等事務享有或取得完全自治權，宗主國對此事實確認後，該關稅領土就可直接視為GATT締約方，無須再申請加入。1950年印尼即是第一個透過此規定加入的締約方。到了1960年代，許多殖民地成為獨立主權國家後，此規定逐漸失去其存在之基礎。

### WTO時期
WTO繼承GATT獨立關稅區的規定，亦有新的發展，使得內涵有所變化。WTO的馬拉喀什協議第12條規定：「任何國家或在對外貿易關係以及本協議和多邊貿易協議所規定的事務方面享有充分自治的单独关稅区，可以在它和WTO議定的條件下，加入本協議。」
在GATT中，所規定的「其他事務」僅限於與貨物貿易有關的事務，而WTO還包括服務貿易、智慧財產權和其他方面的事務。GATT僅對宗主國是GATT締約方且曾代其接受GATT的獨立關稅區開放，若宗主國不是GATT締約方，或雖然宗主國是GATT締約方但未代其接受GATT，則該關稅領土不可能成為GATT締約方。相對的，WTO並未要求獨立關稅區的宗主國必須是WTO的成員，也未要求該成員必須事先代表獨立關稅區接受WTO協議。WTO對所有的獨立關稅區都是開放的。
在WTO成立前已經是GATT締約方者，可依據WTO協議第11條第1款規定，接受WTO協議並提交承諾表，成為WTO創始會員。若獨立關稅區在WTO成立時未能成為WTO創始會員，則依據第12條規定新加入，需經談判並達成協議、以及部長會議2/3多數同意之後，才能成為會員。
鑒於WTO是一個經貿性質的國際組織，為了避免政治衝突，WTO的說明用語相當謹慎。協議中提到「國家」（country or countries），說明為「國家應被理解為包括任何WTOki单独关稅區成員」。而「國民的」（national），解釋為「在本協議和多邊貿易協定中，如果某個表述被術語『國民的』所限定，除非另有規定，這種表述應被理解為與单独关稅区相關。」協議中始終沒有出現「单独关稅区是國家」或類似的表述。

## 非主權國家實體與國際組織
個別關稅領域同許多非主權實體一樣，可以參加部分不限於主權國才能加入的國際組織，以實現組織設立之宗旨。例如：
1.萬國郵政聯盟有四個會員為非自治領土：法國、荷蘭、英國、美國的海外領地。
2.1975年1月前的國際電信聯盟曾有六個非自治領土為會員。
3.世界氣象組織接受設有自己氣象服務的地區加入，但在組織中無投票權。
4.國際足球聯合會、歐洲足球協會聯盟當中，並無英國隊，而是以英格蘭、威爾斯、蘇格蘭、北愛爾蘭四隊參加。
非主權實體是某一主權國家所屬，由於在經濟、文化與本土利益有很大差異，或是地理上距離遙遠，擁有特殊法律地位、或在某些事務具有自主權的領土。國際組織允許非主權實體加入成為會員，多半是出於功能上的考量，以實現其設立宗旨，或是給予母國更多投票權。非主權實體雖然在國際組織中具有與國家同等的會員地位，但在政治上不完全是獨立的實體，因此對外事務通常由所屬國負責。

## 個別關稅領域與所屬國的關係
由於個別關稅領域的貿易利益往往與母國不同，因此GATT允許其經過原來代表它的政府同意成為獨立的締約方。須要注意的是，即使成為獨立締約方之後個別關稅領域有權直接與其它國家締約，也僅是代表權而非締約權，因為其國際法地位仍然從屬於母國，也因此，締約後個別關稅領域也必須繼承母國原來同其他國家所簽訂的協議的全部權利和義務，而不必重新與其他締約方進行談判。個別關稅領域的國際法地位並不會因為成為GATT締約方而發生改變，同其他國家簽訂的協議，最終責任仍然是由其母國來承擔。
此外，個別關稅領域有將非歧視原則適用於各締約方的關係的義務，但同其母國的關係除外。所謂非歧視原則係指一個締約方給予另一締約方在關稅、貨物貿易方面的優惠，也應無條件給予其他締約國。個別關稅領域不具有獨立的國際法人格，對外僅是代表母國行使締約權，兩者各自對外締結條約都沒有問題，但兩者實際上是一個人格者，不可能在其之間締結條約，因此個別關稅領域與母國之間不存在國際權利與義務。GATT第24條第1款規定若一個締約方的領土上有兩個以上的關稅領域，不能認為這些關稅領域之間產生任何權利或義務。顯示GATT不在一個締約方內部的關稅領域之間創設條約義務，而此亦符合國家主權原則。
由於同一主權國家的地區之間不能簽訂國際法上的條約，母國與個別關稅領域之間的關係類似於聯邦國家的聯邦與邦的關係。中國中央政府與香港、澳門簽訂的CEPA，中國學者普遍認為不是國際條約，若之間產生爭議只能交由國內程序解決，而不適用國際爭端解決機制。
精確而言，兩岸三地取得WTO成員資格後，對外貿易以及WTO有關協議規定的事務方面，應是一種平等關係，而不是中央與地方政府的隸屬關係，因為成為WTO成員係基於「處理對外貿易關係和WTO有關協議規定的事務方面享有完全的自治權」，獨立關稅區在此授權範圍內不應再受到所屬國家政府的干涉，包括對外締結貿易協定、參與多邊貿易談判等等行為。而在對外貿易與WTO有關協議規定的事務方面之外的部份，港、澳與大陸的關係依照《香港特別行政區基本法》、《澳門特別行政區基本法》規定處理，而大陸與臺灣則依照《兩岸人民關係條例》以及兩岸相關協議處理。

## 相關實例
在中国，香港与澳门回归以后，仍旧獨立以“獨立關稅區”存在。1988年4月23日英国按GATT第26条第5款（c）项向GATT发表声明，推举香港作为一个有外贸自主权的单独关税区成为GATT缔约方；同日中国政府也发表声明，确认从1997年7月1日起，香港以“中国香港”的名义，继续作为GATT缔约方。澳门与香港类似，按1987年中葡关于澳门问题的联合声明，1999年澳门回归中国后，也以“中國澳門”的名義，作为獨立關税區成为GATT缔约方。
雖然WTO協議不像GATT明文要求對其負責任的國家發表聲明予以確認跟推薦，但在實務上，為了避免政治衝突，WTO仍需要其所屬國家或對其負責任的主權國家予以確認其作為獨立關稅區的事實，以示對主權國家的尊重，沒有迴避也沒有混淆獨立關稅區與主權國家的區別。